# Константинополска арменска църква
Константинополска арменска църква е автономна патриаршия към Арменската апостолическа църква. Седалището ѝ е в Истанбул, Турция.
Основана е през 1453 г. по нареждане на султан Мехмед II Фатих. Цариградският патриарх присъединява към църковния си сан и този на лидер на общността като най-висш административен глава. Пръв патриарх става архиереят на Бурса епископ Ховагим.